# Rodrigo Alemán
Rodrigo Alemán, nome completo Rodrigo Duque Alemán (Sigüenza, 1470 – Plasencia, 1542), è stato uno scultore e intagliatore spagnolo.

## Biografia

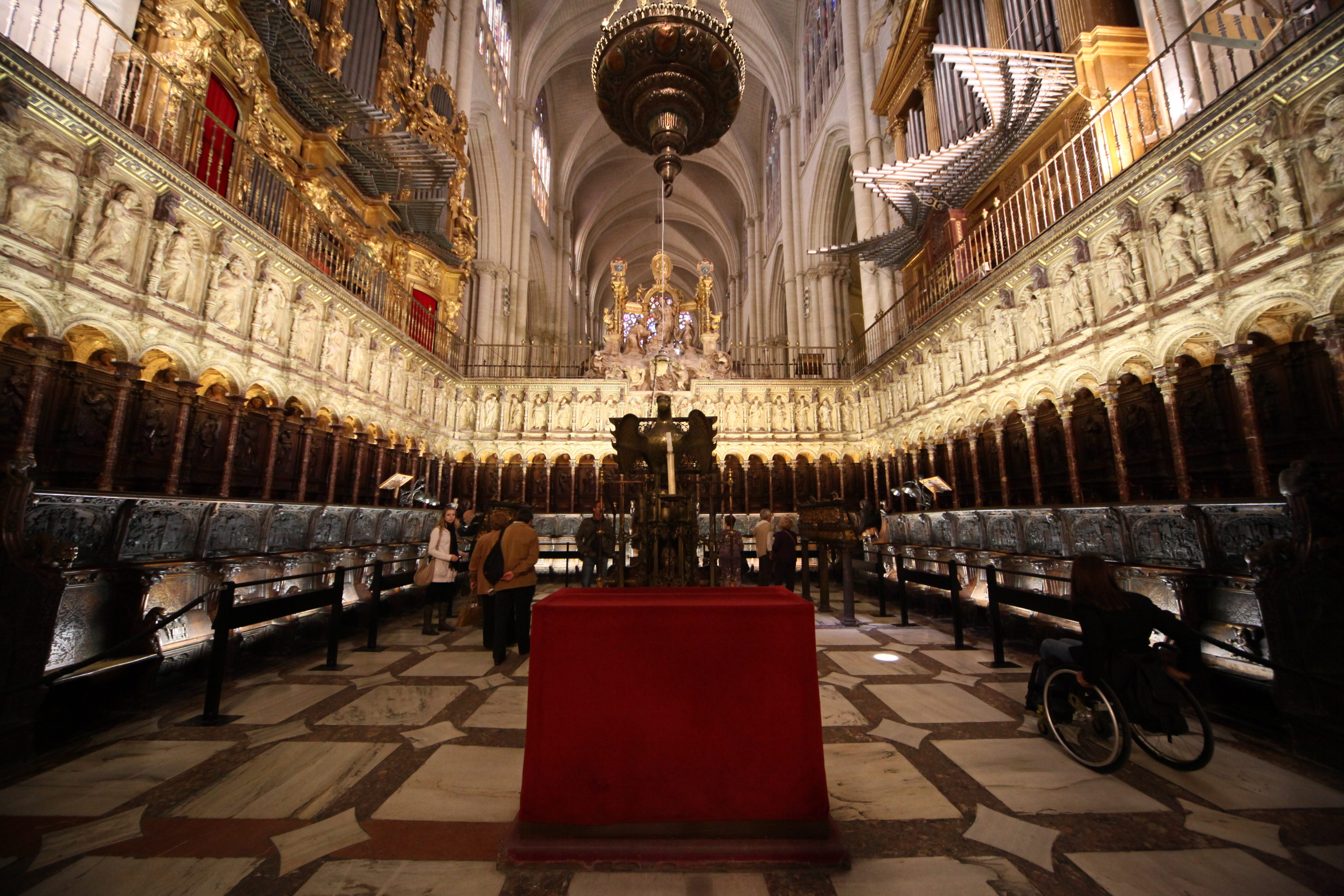
Coro della cattedrale di Toledo

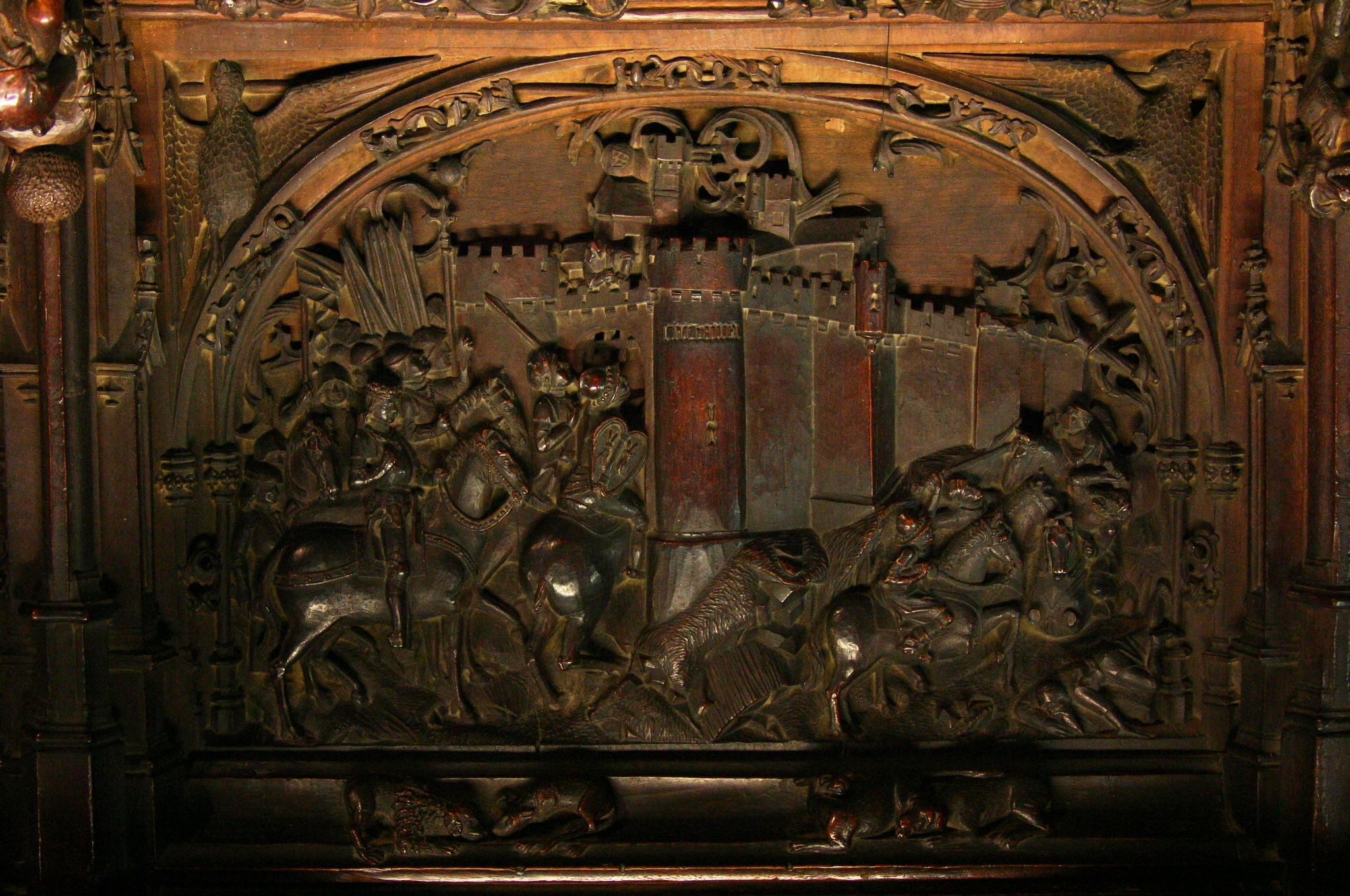
Coro della cattedrale di Toledo, scene della Guerra di Granada

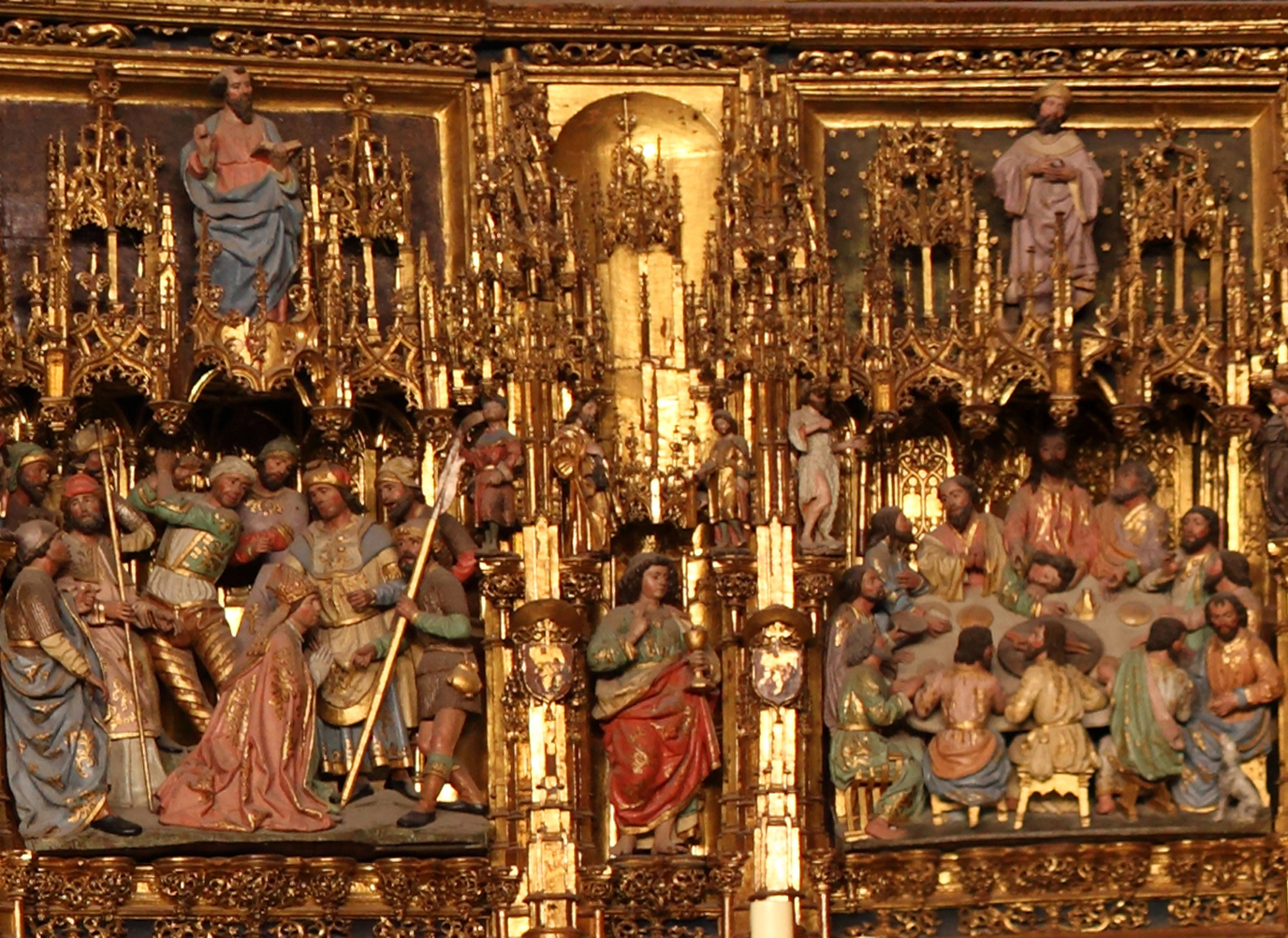
Dettaglio della predella dell'altare maggiore di Toledo

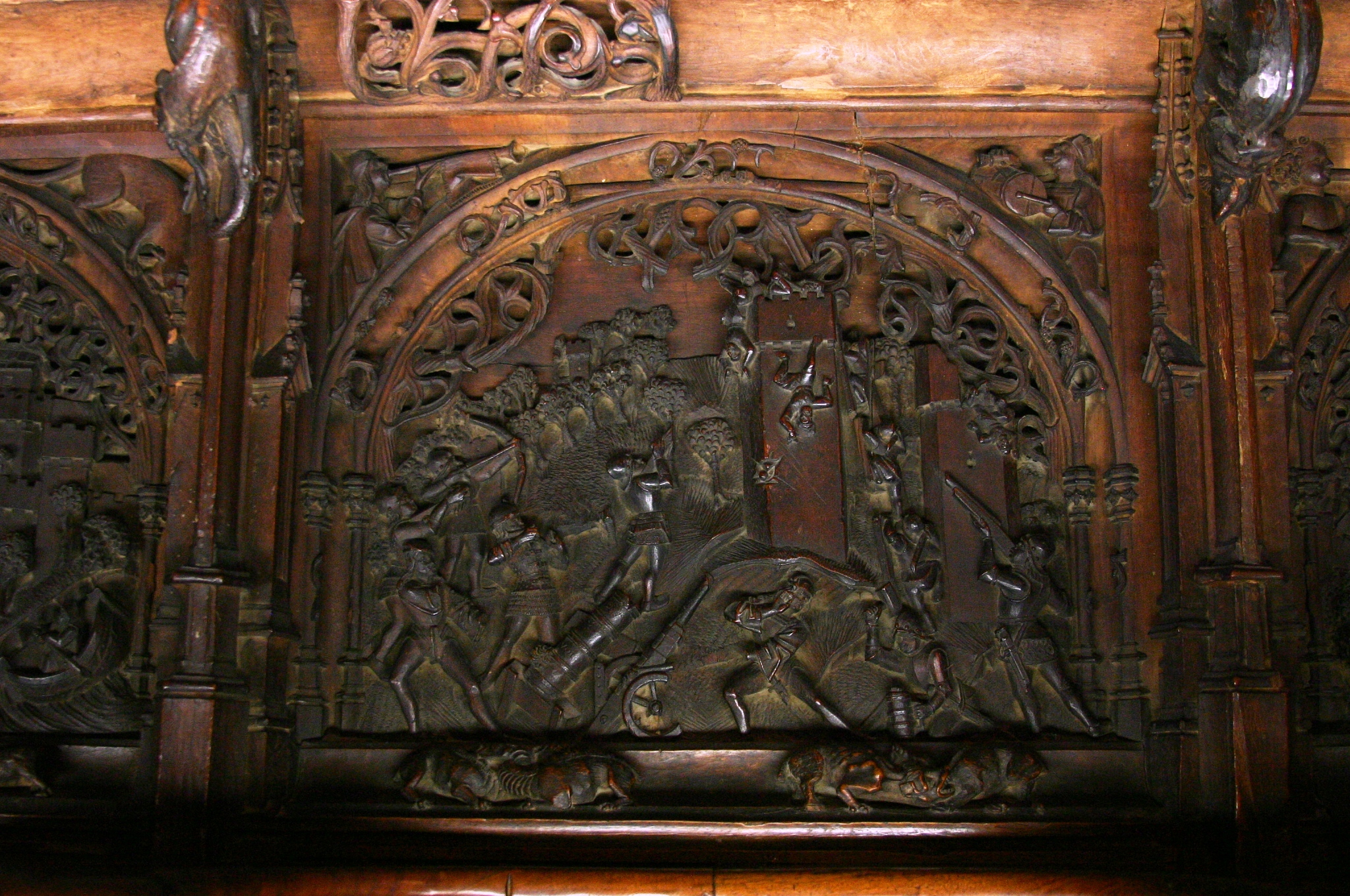
Coro della cattedrale di Toledo, scene della Guerra di Granada

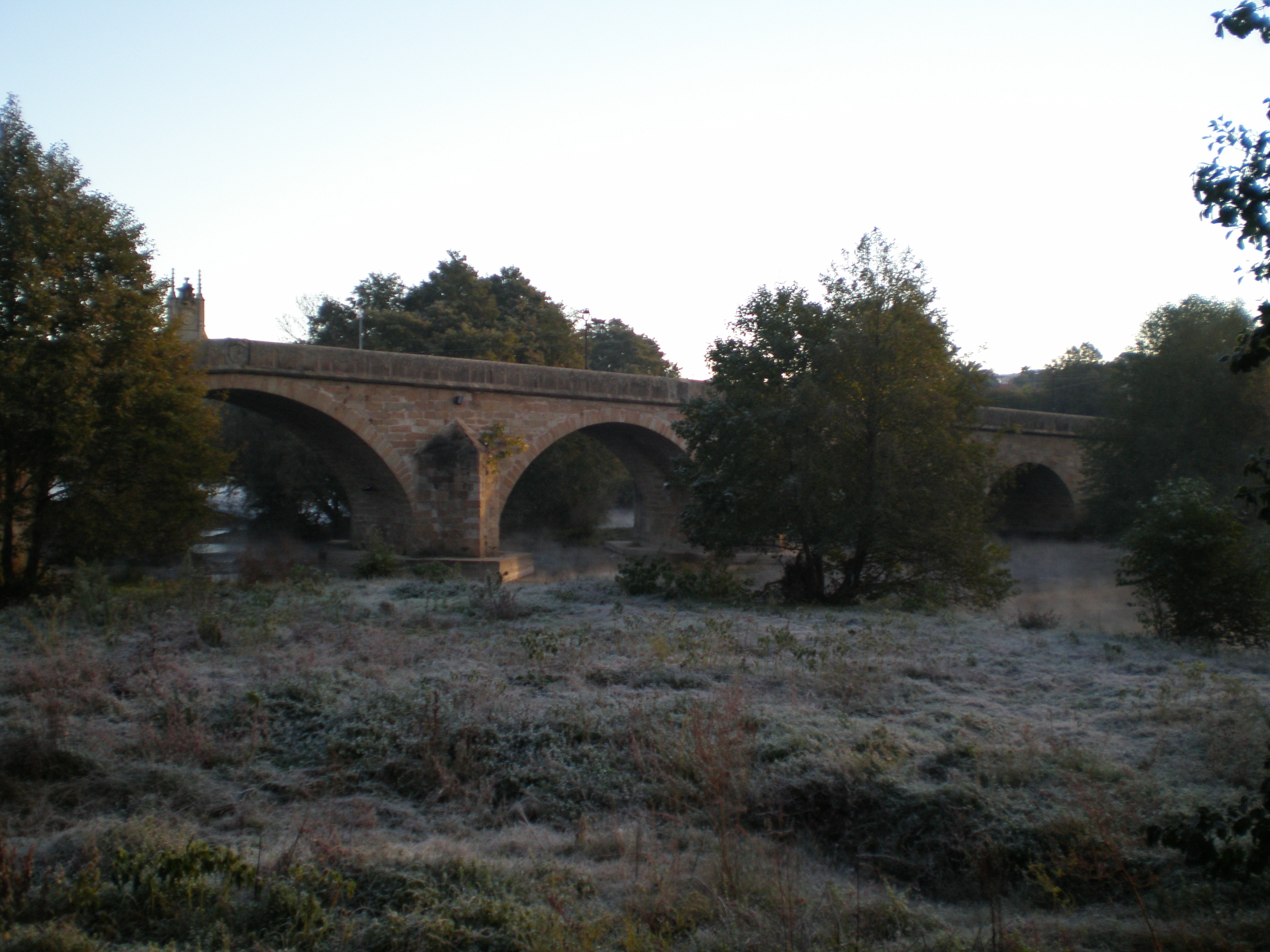
Puente Nuevo Plasencia

Rodrigo Alemán nacque a Sigüenza nel 1470 da una famiglia originaria dell'Europa centrale, di origine ebraica.
Fece parte di quella serie di maestri intagliatori che affluirono in Spagna dai paesi del Nord e del Centro Europa, per realizzare i complessi lignei dei cori della cattedrali spagnole.
Il lavoro di questi maestri scultori, minuzioso e ricco di raffinate decorazioni, ricevette consensi perché risultava un pregevole e naturale completamento degli edifici gotici.
Tra le sue opere più significative menzioniamo gli stalli del gruppo corale della cattedrale di Plasencia (1500), comprendente una raffigurazione elegante di san Pietro evidenziante i simboli della sua autorità, come le chiavi e il Libro. Complessivamente si trattò di figurazioni e di decorazioni in stile già rinascimentale.
Altre figure scolpite rappresentano i desideri carnali ed il potere della passione sull'intelletto. La presenza di alcune allusioni erotiche, una iconografica giudicata immorale e sacrilega attirarono su Rodrigo Alemán alcune critiche dell'Inquisizione ed una condanna.
Secondo una leggenda Rodrigo Alemán fu imprigionato nella torre della cattedrale e da lì scappò volando con un'apparecchiatura costruita nello stile leonardesco.
In realtà, l'ultima vera informazione che sappiamo di Rodrigo Alemán è la data scolpita sul parapetto del ponte di Puente Nuevo che finì di costruire a Plasencia nel 1512.
Rodrigo Alemán eseguì una parte degli stalli per la chiesa di Ciudad Rodrigo, ma ottenne successo e fama soprattutto con il suo più grande lavoro, la predella per l'altare maggiore della cattedrale di Santa María de Toledo, il più alto in Europa, dato che raggiunge i venti metri, realizzato da Rodrigo Alemán assiema a Peti Juan, che però lasciò incompiuto a causa della morte del cardinale e per la volontà del suo successore di sospendere i lavori.
Il coro di Toledo si rivelò particolarmente significativo per la più accurata iconografia presente in Spagna: difatti Rodrigo Alemán vi raffigurò tutta l'epopea di Granata, con vivacissimo gusto di narratore.

## Opere
- Coro della cattedrale di Toledo;
- Coro della cattedrale Nueva di Plasencia;
- Coro della cattedrale di Ciudad Rodrigo;
- Pala d'altare della Cattedrale di Toledo;
- Ponte di Puente Nuevo a Plasencia.